# Connie Hawkins
Cornelius "Connie" Lance Hawkins (Brooklyn, Nueva York, 17 de julio de 1942-6 de octubre de 2017) fue un baloncestista estadounidense, miembro del Hall of Fame, de la NBA y de la ABA, además de ser una leyenda del playground neoyorquino.

## Carrera

### Inicios
En su juventud, Hawkins jugaba baloncesto en el equipo de la secundaria de Brooklyn y en baloncesto callejero en Rucker Park.
Obtuvo una beca para jugar con los Iowa Hawkeyes, pero se vio envuelto en un escándalo debido a que recibió un préstamo de Jack Molinas, quien organizaba apuestas ilegales. Hawkins no había jugado partidos oficiales por ser debutante, y no había sospechas en su contra. Pese a ello, fue expulsado de la universidad y no recibió becas de otros equipos universitario, ni fue contratado por equipos de la NBA.
A los 19 años fichó por Pittsburgh Rens de la ABL, y fue nombrado MVP de la temporada. Luego integró los Harlem Globetrotters durante cuatro años, viajando por todo el mundo.
En 1967 nació una nueva liga, la ABA, que incluía a Pittsburgh Pipers, equipo que firmó al joven Hawkins y le lideró a un balance de 54-24 y al campeonato. Además, ganó el título de máximo anotador de la temporada y los MVP de la temporada y de los playoffs.

### NBA
Posteriormente, Hawkins jugó siete temporadas en la NBA en Phoenix Suns, Los Angeles Lakers y Atlanta Hawks. Disputó cuatro All-Star Games y fue nombrado en el mejor quinteto de la temporada 1969-70.
Finalizó su carrera en 1976 con un promedio de anotación de 18,7 puntos por partido (16,5 considerando únicamente NBA), siendo la mejor marca de la historia para un jugador no elegido en el draft, y uno de los pocos no drafteados en lograr participar en un All-Star Game (lo hizo en cinco ocasiones, cuatro en la NBA), en ser seleccionado en un mejor quinteto (1970) y en ser elegido en el Basketball Hall of Fame (1992).

## Estadísticas de su carrera en la NBA y la ABA
|  | Líder de la liga                                             |
|  | Denota temporada en la que fue Campeón de la NBA o de la ABA |

### Temporada regular
| Año      | Equipo           | PJ  | PT | MPP  | %TC  | %3P  | %TL  | RPP  | APP | ROB | TPP | PPP  |
| -------- | ---------------- | --- | -- | ---- | ---- | ---- | ---- | ---- | --- | --- | --- | ---- |
| 1967-68  | Pittsburgh (ABA) | 70  | –  | 44.9 | .519 | .222 | .764 | 13.5 | 4.6 | –   | –   | 26.8 |
| 1968-69  | Minnesota (ABA)  | 47  | –  | 39.4 | .511 | .136 | .767 | 11.4 | 3.9 | –   | –   | 30.2 |
| 1969-70  | Phoenix          | 81  | –  | 40.9 | .490 | –    | .779 | 10.4 | 4.8 | –   | –   | 24.6 |
| 1970-71  | Phoenix          | 71  | –  | 37.5 | .434 | –    | .816 | 9.1  | 4.5 | –   | –   | 20.9 |
| 1971-72  | Phoenix          | 76  | –  | 36.8 | .459 | –    | .807 | 8.3  | 3.9 | –   | –   | 21.0 |
| 1972-73  | Phoenix          | 75  | –  | 36.9 | .479 | –    | .797 | 8.5  | 4.1 | –   | –   | 16.1 |
| 1973-74  | Phoenix          | 8   | –  | 27.9 | .486 | –    | .667 | 7.2  | 5.2 | 1.4 | 1.0 | 11.3 |
| 1973-74  | L.A. Lakers      | 71  | –  | 35.7 | .502 | –    | .772 | 7.4  | 5.3 | 1.5 | 1.4 | 12.8 |
| 1974-75  | L.A. Lakers      | 43  | –  | 23.9 | .429 | –    | .687 | 4.6  | 2.8 | 1.2 | .5  | 8.0  |
| 1975-76  | Atlanta          | 74  | –  | 25.8 | .447 | –    | .712 | 6.0  | 2.9 | 1.1 | .6  | 8.2  |
| Total    | Total            | 616 | –  | 36.1 | .479 | .161 | .779 | 8.8  | 4.1 | 1.2 | .8  | 18.7 |
| All-Star | All-Star         | 5   | 2  | 14,2 | .500 | -    | .769 | 3.8  | 1.4 | -   | -   | 6.4  |

### Playoffs
| Año   | Equipo           | PJ | PT | MPP  | %TC  | %3P  | %TL  | RPP  | APP | ROB | TPP | PPP  |
| ----- | ---------------- | -- | -- | ---- | ---- | ---- | ---- | ---- | --- | --- | --- | ---- |
| 1968  | Pittsburgh (ABA) | 14 | –  | 44.0 | .594 | –    | .729 | 12.3 | 4.6 | –   | –   | 29.9 |
| 1969  | Minnesota (ABA)  | 7  | –  | 45.7 | .378 | .500 | .645 | 12.3 | 3.9 | –   | –   | 24.9 |
| 1970  | Phoenix          | 7  | –  | 46.9 | .413 | –    | .818 | 13.9 | 5.9 | –   | –   | 25.4 |
| 1974  | L.A. Lakers      | 5  | –  | 34.4 | .350 | –    | .800 | 8.0  | 3.2 | 1.4 | .2  | 10.8 |
| Total | Total            | 33 | –  | 43.5 | .468 | .500 | .743 | 12.0 | 4.5 | 1.4 | .2  | 25.5 |

## Logros y reconocimientos
- 1 vez All-Star de la ABA (1968)
- 4 veces All-Star de la NBA (1970–1973)
- Mejor quinteto de la NBA (1970)
- 1 campeonato de la ABA (1968)
- MVP de la ABA (1968)
- Su dorsal #42 fue retirado por los Suns.
- Entró en el Basketball Hall of Fame en 1992.
- Tras la elección, en 1996, de los 50 mejores jugadores de la historia de la NBA, en la cual no está incluido Hawkins, la cadena de televisión de Ted Turner, la TNT, le eligió con motivo de los diez años retrasmitiendo la liga, una ampliación de la lista con 10 jugadores más, entre los cuales sí que se encuentra.
- El 23 de agosto de 1997, en la celebración de la ABA's 30 Year Reunion, fue nombrado All-Time All-ABA Team junto con Maurice Lucas, Julius Erving, Dan Issel, George Gervin y Rick Barry.[3]